# Cornelia Ramondt-Hirschmann
Susanna Theodora Cornelia Ramondt-Hirschmann, conocida como Cor, (La Haya, 29 de julio de 1871 - Hilversum, 20 de noviembre de 1957) fue una profesora, feminista, pacifista y teósofa holandesa activa en la primera mitad del siglo XX. Fue una de las mujeres que participó en el impulso de las feministas pacifistas durante la Primera Guerra Mundial para que los líderes mundiales desarrollaran un organismo mediador para trabajar por la paz. La culminación de sus esfuerzos sería el logro de la Sociedad de Naciones al terminar la guerra. Entre 1935 y 1937, fue una de las tres copresidentas internacionales de la Liga Internacional de Mujeres por la Paz y la Libertad (WILPF, en sus siglas en inglés).

## Trayectoria
Nació el 29 de julio de 1871 en La Haya, Países Bajos, hija de Sophie (Bahnsen, de soltera) y Frederik Willem Louis Antonie Hirschmann. Su padre era administrador de la Armada Real de los Países Bajos y murió cuando ella tenía nueve años, durante un viaje desde las antiguas colonias holandesas en la India. Fue criada por su madre en La Haya y asistió a la Academia Educativa Cristiana en esa ciudad. En 1889, obtuvo el título de profesora de Enseñanza Básica (en neerlandés: Lager Onderwijs Akte) y al año siguiente obtuvo el certificado de francés.
Después de su graduación, se mudó con su madre a Nijmegen, donde se mantuvieron con la pensión de viudedad de su madre y su salario como profesora. Obtuvo su certificado de educación física en 1893. Es probable que durante su estancia en Nijmegen, Hirschmann conociera a Dirk Ramondt, un empleado de correos. Poco después de completar su formación, ella y su madre se mudaron a Utrecht y allí, el 15 de junio de 1899, se casó con Ramondt. La pareja se mudó a Breda y vivía allí cuando nació su hija Sophie.
Al entrar en contacto con el movimiento feminista holandés, Ramondt-Hirschmann pronto se convirtió en partidaria de la Asociación Internacional de Madres, Vereeniging voor Vrouwenkiesrecht (VVK) y la Alianza Internacional para el Sufragio Femenino (IWSA, por sus siglas en inglés). En 1903, la familia se mudó a La Haya y Ramondt-Hirschmann comenzó a trabajar como secretaria de la junta ejecutiva del Consejo de Mujeres Holandesas (en neerlandés: Nederlandse Vrouwen Raad (NVR)), con otras feministas como Johanna Naber y Mien van Itallie-van Embden. Casi al mismo tiempo, Ramondt-Hirschmann se involucró en la Asociación Vegetariana Holandesa y la Asociación de Filosofía de La Haya. Se interesó en la teosofía y realizó regularmente presentaciones para la sección holandesa de la Sociedad Teosófica.
En 1912, la familia se mudó nuevamente, instalándose en Ámsterdam. Ramondt-Hirschmann se involucró en el movimiento pacifista. Fue coorganizadora del Congreso Internacional de Mujeres celebrado en 1915 en La Haya. En la conferencia, Ramondt-Hirschmann fue elegida presidenta de la filial holandesa del Comité Internacional de Mujeres por la Paz Permanente (ICWPP, en sus siglas en inglés), una nueva organización creada en este congreso. Al concluir el encuentro, se formaron dos delegaciones para presentar las resoluciones de la reunión a los jefes de Estado. Ramondt-Hirschmann estaba en la delegación que presentó las resoluciones a Escandinavia y Rusia. Junto con Emily Greene Balch, Chrystal Macmillan, Rosika Schwimmer y Julia Grace Wales, Ramondt-Hirschmann formó el grupo que se dirigía a las naciones pacíficas. La socióloga y feminista Jane Addams encabezó la otra delegación, que se dirigió a las naciones en guerra.
Las dos primeras paradas, Dinamarca y Noruega, transcurrieron sin incidentes, con la excepción de que el taxista, que no podía creer que un grupo de mujeres tuviera una cita para ver al rey Haakon VII, dio numerosas vueltas al palacio antes de dejarlas allí finalmente. En Suecia, hablaron con el ministro de Asuntos Exteriores Knut Wallenberg, quien estuvo de acuerdo en que Suecia estaría dispuesta a organizar una conferencia de mediación por la paz si la delegación de mujeres lograba que dos naciones en guerra aceptaran participar. En la guerra, la mayoría de los diplomáticos se negaron a hacer declaraciones definitivas, y animados por este desarrollo, el grupo, sin Schwimmer (que, al ser húngara, no podía viajar a Rusia), hizo planes para ir a San Petersburgo. Tras varios días lograron asegurar una entrevista con el ministro de Asuntos Exteriores Sergei Sazonov, quien a pesar de su opinión de que nada saldría de tal reunión, escribió una declaración de que Rusia no se opondría a una conferencia de mediación neutral. El grupo de Addams obtuvo una declaración similar del primer ministro de Francia, René Viviani, aunque esta información era desconocida para el grupo de Ramondt-Hirschmann, ya que en el momento en que regresaron a La Haya, donde ambas delegaciones debían reunirse, Addams había partido en barco hacia Estados Unidos.
Al reunirse con Aletta Jacobs, la delegación decidió dividirse, con Ramondt-Hirschmann y Schwimmer abordando al ministro de Asuntos Exteriores alemán, Gottlieb von Jagow, mientras Balch y Macmillan hablaban con el lord presidente del Consejo Crewe, que actuaba como secretario de Asuntos Exteriores británico. Von Jagow no vio ningún resultado práctico, pero estuvo de acuerdo en que Alemania no se opusiera a la mediación neutral. Lord Crewe se negó a "aceptar" una propuesta, afirmando solo que Gran Bretaña no pondría obstáculos a tal reunión ni se opondría a una conferencia si realmente llegaba a buen término. Armada con estas declaraciones, Schwimmer obtuvo la promesa de Wallenberg de que presentaría el plan al gabinete sueco. Mientras tanto, mientras las delegadas estaban en el extranjero, Aletta Jacobs presionaba al primer ministro holandés, Pieter Cort van der Linden para que organizara la conferencia en La Haya. Van der Linden quería garantías de que el presidente estadounidense Woodrow Wilson estaría a favor de la conferencia y envió a Jacobs en una misión de investigación oficial. No pudieron persuadir a Wilson para que actuara y no sería hasta el final de la guerra cuando se llevaría a cabo la conferencia de la Sociedad de las Naciones.
En 1919, Ramondt-Hirschmann viajó con Jacobs y Mien van Wulfften Palthe a la reunión de ICWPP en Zúrich, donde la organización cambió su nombre por el de Liga Internacional de Mujeres por la Paz y la Libertad (WILPF, por sus siglas en inglés). Ramondt-Hirschmann se convirtió en secretaria internacional de WILPF en 1921; colaboró como secretaria o secretaria adjunta hasta 1936. Se divorció de su esposo el 27 de diciembre de 1923 y obtuvo la custodia de su hija. Entre 1924 y 1926, recorrió varias ciudades de los Estados Unidos, pronunciando discursos sobre la paz, mientras su hija completaba su posgrado en la universidad privada Bryn Mawr College. Entre 1927 y 1930, fue secretaria general de la Sociedad Teosófica Holandesa, asistiendo a reuniones en el extranjero. En 1934, ella y su hija se mudaron a Hilversum, donde Sophie trabajaba como educadora. Ese mismo año, organizó una manifestación silenciosa por la paz, conocida como la Marcha de las Mujeres por la Paz. Las manifestantes recorrieron La Haya y repitieron la protesta anualmente el 18 de mayo hasta 1940.
En 1935, Ramondt-Hirschmann participó en la protesta contra las detenciones grupales de disidentes políticos por parte de los nazis. Entre 1935 y 1937, fue una de las tres copresidentas internacionales de WILPF. En 1936, colaboró en la Junta de Supervisión de la Oficina Central de la Paz y comenzó su participación recaudando fondos de ayuda para los necesitados a causa de la Guerra civil española. En 1938, regresó a La Haya y vivió allí hasta la invasión alemana de los Países Bajos, cuando regresó a Hilversum para vivir con su hija y se retiró del activismo por la paz.

## Muerte y legado
Ramondt-Hirschmann murió el 20 de noviembre de 1957 en la casa de su hija en Hilversum. Fue una de las mujeres más destacadas del movimiento feminista pacifista de la primera mitad del siglo XX. Ella creía que la participación de las mujeres en la política internacional traería un sentido de humanidad a la gobernabilidad y, por lo tanto, su participación era crucial.